# Mionne
La Mionne est une rivière des cantons de Fribourg et Vaud, en Suisse. Elle naît à l'ouest du Marais de la « Mosse d'en Bas » dans la commune de La Verrerie. Elle coule jusqu'à Palézieux où elle conflue dans la Broye. Cette dernière se jette dans le lac de Neuchâtel où elle conflue avec la Thièle.

## Hydronymie
Une première mention de la rivière est faite en 1344 sous le nom de Miona. En 1521, l'orthographe est alors Myonaz. Son étymologie est incertaine. Une première hypothèse donne une origine gauloise. Le nom serait composé du radical medu- signifiant doux ainsi que -ona signifiant simplement eau ou cours d'eau. La Mionne serait donc l'eau douce. Dans une seconde hypothèse, le nom aurait pour origine le verbe arpitan mionnâ signifiant rouspéter ou pleurnicher. La Mionne serait alors dans ce cas l'eau qui pleure.

## Géographie

### Parcours
La Mionne prend sa source à l'ouest du Marais de la « Mosse d'en Bas » dans la commune de La Verrerie. La rivière coule d'abord au sud-est vers Grattavache puis prend un virage en direction du sud-ouest qu'elle gardera pratiquement jusqu'à sa fin. Elle marque ensuite la limite communale entre La Verrerie et Saint-Martin avant d'entrer entièrement sur le territoire de cette dernière commune. Elle quitte ensuite le canton de Fribourg pour entrer dans celui de Vaud où elle marque brièvement la limite communale entre Maracon et Oron aux Esserts de Bussigny-sur-Oron. Pour la suite et jusqu'à la fin de son parcours elle entre entièrement sur la commune d'Oron. Elle entre d'abord dans le Bois de l'Erberey au lieu-dit de la « Pierra Confry ». Elle passe alors sous la ligne de chemin de fer Lausanne – Berne avant de sortir de la forêt pour arriver dans le village de Palézieux qu'elle contourne par le nord. Finalement, elle est canalisée pour passer sous la ligne de la Broye longitudinale avant de se jeter immédiatement dans la Broye,. L'ensemble de son parcours est relativement naturel. Il est principalement fait d'un cordon boisé de feuillus.

### Hydrologie
Neuf stations sont installées sur la rivière et permettent d'effectuer différentes mesures de l'eau. Deux permettent notamment de procéder à des mesures physiques et chimiques de l'eau. Elles permettent d'observer l'impact de contamination de l'eau comme lorsque le 20 mars 2010, la rivière subit une pollution par du purin.
La qualité physico-chimique des eaux de la Mionne est évaluée bonne. En juillet 2010, la teneur en carbone est de 2,9 mg/l en amont de la rivière et de 2,3 mg/l en aval. Respectivement, la quantité de nitrates est de 0,9 mg/l en amont de la rivière et de 1,5 mg/l en aval ; celle de nitrites est de 0,01 mg/l en amont comme en aval de la rivière. La quantité d'ammonium est de 0,02 mg/l en amont de la rivière et de 0,03 mg/l en aval. La quantité totale de phosphore est de 0,06 mg/l en amont de la rivière et de 0,05 mg/l en aval dont 0,05 mg/l de phosphate en amont de la rivière et 0,03 mg/l en aval. Aux différentes stations, la rivière obtient une note moyenne de 14 selon l'indice biologique global normalisé avec une abondance moyenne de 5 696 ind./m2 aux mois de juin et juillet 2010, ce qui donne une appréciation générale satisfaisante.

## Faune
La truite Fario est présente dans la Mionne. En 2013, l'inspection de la pêche du canton de Vaud en relève la capture de 196 individus.

## Héraldique
La Mionne joue plusieurs fois le rôle de limite communale, et elle apparaît sur les armoiries de la commune vaudoise de Maracon. En effet, cette commune est délimitée au sud par la Broye et au nord par la Mionne. C'est ce qu'on retrouve au second de l'écu avec le blasonnement suivant : d'argent aux deux bandes ondées de gueules.

Armoiries de la commune de Maracon.

## Sources
- (de) Cet article est partiellement ou en totalité issu de l’article de Wikipédia en allemand intitulé « Mionne » (voir la liste des auteurs).